# Хьюз, Элиша
Элиша Хьюз (англ. Elisha Hughes, род. 20 января 1959, Антигуа и Барбуда) — антигуанский трековый велогонщик. Участник летних Олимпийских игр 1984 года.

## Карьера
В 1984 году был включён в состав сборной Антигуа и Барбуды для участия на летних Олимпийских играх в Лос-Анджелесе. На них выступил в гонке по очкам. Стартовал в полуфинале в котором нужно было занять место не ниже 12-го для выхода в финал, но не смог в нём финишировать и закончил выступление.